# Johann Gottlieb Scharff
 Johann Gottlieb Scharff était un peintre miniaturiste et orfèvre russe d’origine allemande du XVIIIe siècle.

## Biographie
J.G. Scharff est connu pour ses miniatures, en particulier des décorations en  émail peinte de tabatière. Il s’installe à Saint-Pétersbourg en 1772 et fut actif jusqu’en 1808 au service de la cour.